# That Night in Rio
That Night in Rio (en Hispanoamérica, Aquella noche en Río) es una película de comedia musical de 1941 dirigida por Irving Cummings y protagonizada por Don Ameche, Alice Faye y Carmen Miranda.

## Sinopsis
El barón Manuel Duarte (Don Ameche), propietario de una aerolínea, se encuentra en una situación financiera difícil y deciden viajar al extranjero a buscar un medio para que ahorre su negocio. Larry Martin es un artista que se parece mucho al barón, un doble real de lo mismo.
A medida que el barón debe asistir a un baile de máscaras, su auxiliares buscan Larry y le convence para pasar por el barón en el transcurso el baile. Él termina por aceptar el papel, sin darse cuenta de que haría a enamorarse de la Baronesa Cecilia Duarte (Alice Faye). 
Al regresar de su viaje, el barón darse cuenta de que tendrá que esforzarse más para ser un mejor esposo, frente a las nuevas y mayores expectativas de su esposa. Mientras tanto, la novia celoso de Larry, Carmen (Carmen Miranda) termina lo perdone.

## Reparto
- Alice Faye ... Baronesa Cecilia Duarte
- Don Ameche ... Larry Martin / Barón Duarte
- Carmen Miranda ... Carmen
- S.Z. Sakall ... Penna
- J. Carrol Naish ... Machado
- Curt Bois ... Salles
- Leonid Kinskey ... Pierre
- Bando da Lua ... Orquesta de Carmen Miranda
- Frank Puglia ... Pedro
- Lillian Porter ... Luiza
- María Montez ... Inez
- Georges Renavent	... Embajador
- Eddie Conrad ... Alfonso (acreditado como Edward Conrad)
- Fortunio Bonanova	... Pereira